# Richard Marsh (Bischof)
Richard Marsh, eigentlich Richard de Marisco († 1. Mai 1226 in Peterborough) war Kanzler von England sowie Bischof der englischen Diözese Durham.

## Aufstieg im Dienst des Königs
Die Herkunft von Marsh ist unbekannt. Da er den Titel Magister führte, hat er vermutlich eine Universität besucht. Erstmals wird er um 1196 erwähnt, als er während der Vakanz der Diözese Durham im Dienst der Verwalter Gilbert fitz Reinfrey und Richard Brewer stand. Um diese Zeit zahlte er dazu im Auftrag von Erzbischof Hubert Walter große Summen beim Schatzamt ein. Bereits um diese Zeit hatte er schon seine Kenntnisse im Finanzwesen, die ihn später auszeichneten.
Unter König Johann Ohneland wurde Marsh vor 1207 Beamter der königlichen Kämmerei und dann 1209 leitender Beamter der Kanzlei, wobei er auch weiterhin für die Kämmerei tätig war. Gelegentlich diente er dabei auch als Lordsiegelbewahrer. Wie die meisten geistlichen Beamten von König Johann blieb Marsh trotz des 1208 vom Papst über England verhängten Interdikts im Dienst des Königs. Der König belohnte seine Loyalität mit einer Reihe von kirchlichen Ämtern und Pfründen. 1209 wurde Marsh Kanoniker in Exeter sowie Rektor von Brampton. Vor November 1211 wurde er Archidiakon von Northumberland, 1212 Vikar von Kempsey in Worcestershire und im Februar 1213 Archidiakon von Richmond. In diesen geistlichen Ämtern ließ er sich jedoch durch Stellvertreter vertreten, bezog aber die entsprechenden Einkünfte. Als leitender Beamter hatte Marsh zweifellos großen Einfluss auf den König. Zusammen mit William Brewer, Robert of Thornham und Reginald of Cornhill gehörte er zu den namentlich genannten „schlechten Ratgebern“ des Königs, die 1210 die Vertreibung der Zisterzienser aus England verlangten. Auch 1211 wird er namentlich als einflussreicher Ratgeber genannt. Als im Herbst 1212 Gerüchte über eine bevorstehende Rebellion der Barone den König erreichten, beauftragte Johann Marsh mit der Überwachung des Schatzmeisters. In diesem Jahr diente er dazu als Sheriff von Somerset und Dorset. Obwohl er selbst Geistlicher war, war Marsh als loyaler Diener des exkommunizierten Königs bei zahlreichen Mönchen verhasst.

## Aufstieg zum Kanzler und schließlich zum Bischof von Durham
Als das Interdikt schließlich 1213 aufgehoben wurde, drohte Erzbischof Stephen Langton Marsh mit der Aussetzung seiner geistlichen Ämter. Marsh reiste daraufhin im August 1213 selbst nach Rom, um sich vor Papst Innozenz III. zu rechtfertigen. Gleichzeitig handelte er im Auftrag des Königs in Rom auch günstigere Bedingungen für Johann Ohneland aus, der sich dem Papst unterworfen hatte. Nach seiner Rückkehr nach England nahm Marsh rasch wieder seine Arbeit in der königlichen Verwaltung auf. 1214 reiste er ins Poitou, wo er den letztlich erfolglosen Feldzug des Königs vorbereitete. Zwischen April und Juni 1214 versuchte der König ihn dazu als Nachfolger von Peter des Roches, der Erzbischof von York werden sollte, zum Bischof von Winchester zu machen, doch als die Kandidatur von des Roches scheiterte, zerschlug sich auch die Kandidatur von Marsh. Vor Juni 1214 war Marsh wieder nach England zurückgekehrt. Er ordnete an, dass königliche Burgen sich verteidigungsbereit machen sollten, dazu zwang er mehreren Abteien Blankourkunden ab, die er ausfüllen ließ, so dass die Abteien auf einen Großteil ihrer zugesagten Entschädigungen für die entgangenen Einkünfte während des Interdikts verzichten mussten. Während des Interdikts waren in den englischen Klöstern keine neuen Klostervorsteher und Äbte mehr gewählt worden. Bei vielen der nun zahlreich anstehenden Wahlen setzte Marsh die Wahl von Kandidaten des Königs durch, am bekanntesten ist die umstrittene Wahl von Hugh of Northwold zum neuen Abt von Bury St Edmunds. Am 29. Oktober 1214 ernannte der König Marsh zum Kanzler von England. Selbst als Kanzler arbeitete Marsh jedoch weiterhin eng mit der Kämmerei und dem Schatzamt zusammen.
Während der Wirren um die Anerkennung der Magna Carta und des folgenden ersten Kriegs der Barone blieb Marsh ein loyaler Unterstützer des Königs. Im August 1215 war er wieder im Poitou, wo er versuchte, Truppen für den König aufzustellen. Im September 1215 reiste er erneut nach Rom, wo er die Bestätigung der Suspendierung von Erzbischof Langton erreichte. Nachdem König Johann im Oktober 1216 gestorben war, diente Marsh dem Regentschaftsrat, der für den unmündigen Heinrich III. die Regierung führte, weiter als Kanzler. Dabei besiegelte er im November 1217 die Magna Carta, womit auch der neue König diese Vereinbarung anerkannte.
Bereits im Mai 1217 hatte ihn der päpstliche Legat Guala mit Unterstützung des neuen Papsts Honorius III. zum Bischof von Durham ernannt. Am 2. Juli 1217 wurde Marsh in Gloucester von Walter de Gray, dem Erzbischof von York zum Bischof geweiht. Damit verzichtete Marsh auf seine bisherigen geistlichen Ämter und lebte zumeist nicht mehr am Königshof, sondern in seiner nordenglischen Diözese. Marsh schied jedoch nicht aus dem königlichen Dienst aus, sondern blieb offiziell Kanzler und Mitglied des Kronrats und hielt weiterhin engen Kontakt zur Regierung. Er diente als Vermittler zwischen dem Regentschaftsrat und dem schottischen König Alexander II., und von Dezember 1218 bis April 1219 nahm er das Amt eines königlichen Richters in Yorkshire und Northumberland wahr. Ab November 1218 führte Ralph de Neville als Lordsiegelbewahrer das Tagesgeschäft der Kanzlei, doch Marsh bestand auf seiner Würde als Kanzler und wies verärgert den Anspruch von Neville zurück, offiziell als Vizekanzler bestätigt zu werden.

## Bischof von Durham
Als Bischof von Durham war Marsh fast andauernd in heftige Konflikte verwickelt. Zunächst führte er einen heftigen Konflikt mit Philip of Oldcoates, der während des Bürgerkriegs das vakante Bistum verwaltet hatte. Oldcoates hatte während des Krieges die Einkünfte aus dem reichen Bistum rücksichtslos für die Kriegsführung genutzt und so die Finanzen des Bistums schwer geschädigt. Marsh versuchte nun nach Kriegsende die Interessen des Bistums gegen Oldcoates durchzusetzen und schreckte bei auch vor Gewalt nicht zurück. Er ließ Oldcoates Besitzungen angreifen und plündern, wobei Häuser niedergebrannt und Gefolgsleute seines Widersachers gefangen genommen wurden. Danach führte Marsh einen erbitterten Streit mit dem Prior und den Mönchen des Kathedralpriorats von Durham über die Aufteilung der Einkünfte aus den Besitzungen der Diözese. Die Mönche des Kathedralpriorats beschuldigten Marsh beim Papst des Blutvergießens, des Ehebruchs, der Simonie, des Raubs und des Sakrilegs. Vor dem König beschuldigten sie Marsh, dass er ihre nach der Magna Carta gewährten Rechte verletzen würde. Der Papst befahl den Bischöfen Richard Poore von Salisbury und John of Fountains von Ely, die Beschuldigungen gegen Marsh zu untersuchen. Marsh wandte sich darauf selbst an den Papst, und nach einem für alle Parteien teuren Verfahren gelang es ihm, dass das Verfahren gegen ihn nicht in Rom, sondern in England geführt wurde. Auf dem Weg zur Anhörung in London starb Marsh, der als heftiger Trinker galt, überraschend im Schlaf in Peterborough Abbey. Aufgrund seines Verfahrens hinterließ er sowohl das Kathedralpriorat wie auch die Diözese hoch verschuldet. Sein Erbe wurde sein Neffe Adam Marsh, dem er vor allem seine Büchersammlung vermachte und der ein anerkannter Theologe wurde.